# Université Paris-Diderot
A Paris-Diderot Egyetem franciául: Université Paris-Diderot egy francia egyetem volt, amelyet 1971. január 1-jén hoztak létre. 2020. január 1-jén tűnt el a Université Paris Cité javára, miután a Hivatalos Lapban megjelent az új egyetem létrehozásáról szóló rendelet 2019. március 20-án.

## Híres diplomások
- Pascal Bruckner, francia író, az „új filozófusok” egyike
- Pierre Pansu, francia matematikus
- Tristan Ranx, francia regényíró, lapszerkesztő